# Euphyia pseudobipartaria
Euphyia pseudobipartaria är en fjärilsart som beskrevs av Yang 1978. Euphyia pseudobipartaria ingår i släktet Euphyia och familjen mätare. Inga underarter finns listade i Catalogue of Life.